# Mauja
Mauja est un comité de développement villageois du Népal situé dans le district de Kaski. Au recensement de 2011, il comptait 1 399 habitants.